# Semiothisa subpurpurea
Semiothisa subpurpurea là một loài bướm đêm trong họ Geometridae.